# Casket (německá hudební skupina, Reutlingen)
Casket (v překladu z angličtiny rakev) je německá death metalová kapela z Reutlingenu ve spolkové zemi Bádensko-Württembersko. Byla založena roku 1990.
Debutové studiové album Under the Surface vyšlo v roce 1998. K roku 2023 má kapela na svém kontě celkem čtyři dlouhohrající alba plus další nahrávky.

## Diskografie
Dema
- 'ne Vollkanne (1992)
- Demo 1993 (1993)
- Endtime (1994)
- Meant to Be Dead (1996)
- Promo 2002 (2002)

Studiová alba
- Under the Surface (1998)
- Upright Decay (2008)
- Undead Soil (2013)
- Unearthed (2017)

EP
- Urn (2021)